# Proconsulidae
Los proconsúlidos (Proconsulidae) son una familia extinta de primates que vivió durante el Mioceno en África.
Los miembros de esta familia tienen una mezcla de caracteres que hacen que su emplazamiento en la superfamilia Hominoidea sea provisional.

## Taxonomía
- Orden Primates[1]
  - Parvorden Catarrhini
    - Superfamilia Hominoidea

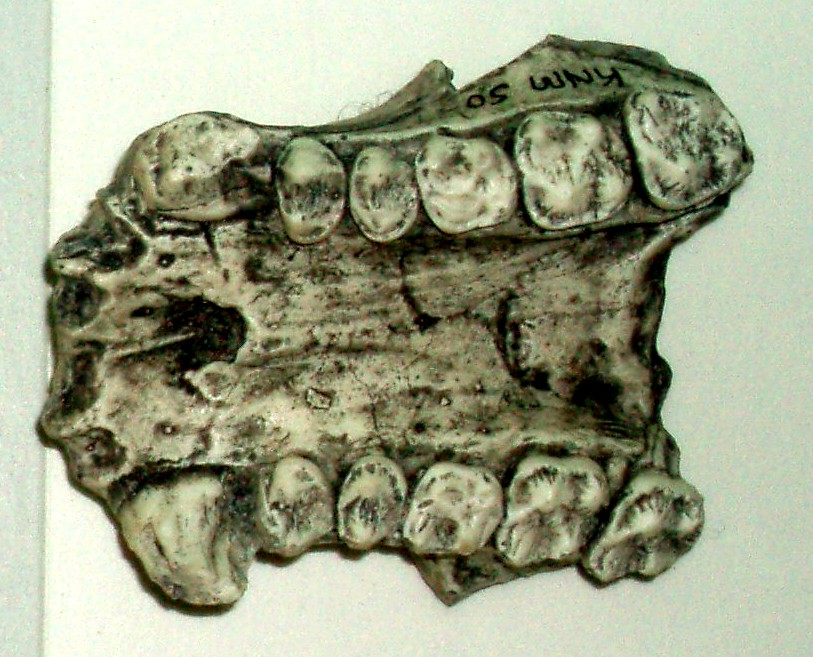
Mandíbula de Rangwapithecus gordoni

      - Familia Proconsulidae Leakey, 1963
        - Subfamilia Proconsulinae Leakey, 1963
          - Proconsul Hopwood, 1933
            - Proconsul africanus Hopwood, 1933
            - Proconsul heseloni Walker et al., 1993
            - Proconsul major Le Gros Clark y Leakey, 1950
            - Proconsul nyanzae Le Gros Clark y Leakey, 1950

        - Subfamilia Afropithecinae Andrews, 1992
          - Afropithecus Leakey y Leakey, 1986
            - Afropithecus turkanensis Leakey y Leakey, 1986

          - Heliopithecus Andrews y Martin, 1987
            - Heliopithecus leakeyi Andrews y Martin, 1987

        - Subfamilia Nyanzapithecinae Harrison, 2002
          - Nyanzapithecus Harrison, 1986
            - Nyanzapithecus harrisoni Kunimatsu, 1997
            - Nyanzapithecus pickfordi Harrison, 1986
            - Nyanzapithecus vancouveringorum Andrews, 1974

          - Mabokopithecus von Koenigswald, 1969
            - Mabokopithecus clarki von Koenigswald, 1969

          - Rangwapithecus Andrews, 1974
            - Rangwapithecus gordoni Andrews, 1974

          - Turkanapithecus Leakey y Leakey, 1986
            - Turkanapithecus kalakolensis Leakey y Leakey, 1986